# CONMEBOL U-20 축구 선수권 대회
CONMEBOL U-20 축구 선수권 대회 혹은 CONMEBOL U-20 챔피언십은 남미 축구 연맹(CONMEBOL)에서 주최하는 20세 미만 축구 선수권 대회로 1954년에 시작한 이 대회는 창설 당시에 참가 대상을 만 18세 미만으로 제한했으나 1977년 FIFA U-20 월드컵이 시작된 이후로는 만 19세로 제한하고 있으며 FIFA U-20 월드컵 남미 지역 예선을 겸하여 열리고 있다.

## 역대 대회
| 연도          | 개최국     | 우승     | 준우승     | 3위        | 4위  |
| ------------- | ---------- | -------- | ---------- | ---------- | ---- |
| 1954년 자세히 | 베네수엘라 | 우루과이 | 브라질     | 베네수엘라 | 페루 |
| 1958년 자세히 | 칠레       | 우루과이 | 아르헨티나 | 브라질     | 페루 |
| 1964년 자세히 | 콜롬비아   | 우루과이 | 파라과이   | 콜롬비아   | 칠레 |

| 연도          | 개최국   | 우승        | 득점 | 준우승   | 3위               | 득점              | 4위               |
| ------------- | -------- | ----------- | ---- | -------- | ----------------- | ----------------- | ----------------- |
| 1967년 자세히 | 파라과이 | 아르헨티나1 | 2–2  | 파라과이 | 브라질 · 페루     | 브라질 · 페루     | 브라질 · 페루     |
| 1971년 자세히 | 파라과이 | 파라과이2   | 1–1  | 우루과이 | 아르헨티나 · 페루 | 아르헨티나 · 페루 | 아르헨티나 · 페루 |
| 1974년 자세히 | 칠레     | 브라질      | 2–1  | 우루과이 | 파라과이          | 1–0               | 아르헨티나        |

1 아르헨티나는 동전 던지기를 통해 우승하였다.

2 파라과이는 준결승전 다득점으로 우승하였다.
| 연도          | 개최국     | 우승       | 준우승     | 3위        | 4위        |
| ------------- | ---------- | ---------- | ---------- | ---------- | ---------- |
| 1975년 자세히 | 페루       | 우루과이   | 칠레       | 아르헨티나 | 페루       |
| 1977년 자세히 | 베네수엘라 | 우루과이   | 브라질     | 파라과이   | 칠레       |
| 1979년 자세히 | 우루과이   | 우루과이   | 아르헨티나 | 파라과이   | 브라질     |
| 1981년 자세히 | 에콰도르   | 우루과이   | 브라질     | 아르헨티나 | 볼리비아   |
| 1983년 자세히 | 볼리비아   | 브라질     | 우루과이   | 아르헨티나 | 볼리비아   |
| 1985년 자세히 | 파라과이   | 브라질     | 파라과이   | 콜롬비아   | 우루과이   |
| 1987년 자세히 | 콜롬비아   | 콜롬비아   | 브라질     | 아르헨티나 | 우루과이   |
| 1988년 자세히 | 아르헨티나 | 브라질     | 콜롬비아   | 아르헨티나 | 파라과이   |
| 1991년 자세히 | 베네수엘라 | 브라질     | 아르헨티나 | 우루과이   | 파라과이   |
| 1992년 자세히 | 콜롬비아   | 브라질     | 우루과이   | 콜롬비아   | 에콰도르   |
| 1995년 자세히 | 볼리비아   | 브라질     | 아르헨티나 | 칠레       | 에콰도르   |
| 1997년 자세히 | 칠레       | 아르헨티나 | 브라질     | 파라과이   | 우루과이   |
| 1999년 자세히 | 아르헨티나 | 아르헨티나 | 우루과이   | 브라질     | 파라과이   |
| 2001년 자세히 | 에콰도르   | 브라질     | 아르헨티나 | 파라과이   | 칠레       |
| 2003년 자세히 | 우루과이   | 아르헨티나 | 브라질     | 파라과이   | 콜롬비아   |
| 2005년 자세히 | 콜롬비아   | 콜롬비아   | 브라질     | 아르헨티나 | 칠레       |
| 2007년 자세히 | 파라과이   | 브라질     | 아르헨티나 | 우루과이   | 칠레       |
| 2009년 자세히 | 베네수엘라 | 브라질     | 파라과이   | 우루과이   | 베네수엘라 |
| 2011년 자세히 | 페루       | 브라질     | 우루과이   | 아르헨티나 | 에콰도르   |
| 2013년 자세히 | 아르헨티나 | 콜롬비아   | 파라과이   | 우루과이   | 칠레       |
| 2015년 자세히 | 우루과이   | 아르헨티나 | 콜롬비아   | 우루과이   | 브라질     |
| 2017년 자세히 | 에콰도르   | 우루과이   | 에콰도르   | 베네수엘라 | 아르헨티나 |
| 2019년 자세히 | 칠레       | 에콰도르   | 아르헨티나 | 우루과이   | 콜롬비아   |
| 2023년 자세히 | 콜롬비아   | 브라질     | 우루과이   | 콜롬비아   | 에콰도르   |
| 2025년 자세히 | 베네수엘라 | 브라질     | 아르헨티나 | 콜롬비아   | 파라과이   |

## 같이 보기
- CONMEBOL U-17 챔피언십
- CONMEBOL U-15 축구 선수권 대회